# Daniel Antosch
Daniel Antosch (* 7. März 2000 in Wien) ist ein österreichischer Fußballtorwart.

## Karriere

### Verein
Antosch begann seine Karriere beim Wiener Sportklub. 2009 wechselte er in die Jugend des SK Rapid Wien. 2014 kam er in die Akademie des FC Red Bull Salzburg, in der er fortan alle Altersstufen durchlaufen sollte.
Zudem war er Teil der U-19-Mannschaft der Salzburger, die in der Saison 2016/17 die UEFA Youth League gewann; Antosch kam zu einem Einsatz im Viertelfinale gegen Atlético Madrid.
Zur Saison 2017/18 rückte er in den Kader des Farmteams FC Liefering. Sein Debüt für Liefering in der zweiten Liga gab er im Mai 2018, als er am 35. Spieltag der Saison 2017/18 gegen den SC Austria Lustenau in der Startelf stand. Nach 59 Zweitligaeinsätzen für Liefering wurde er im Jänner 2021 an den ebenfalls zweitklassigen SV Horn verliehen. Bis zum Ende der Leihe kam er zu elf Einsätzen für die Niederösterreicher. Nach dem Ende der Leihe kehrte er nicht mehr nach Salzburg zurück.
Daraufhin wechselte Antosch im Juli 2021 nach Zypern zum Erstligisten Paphos FC. In zwei Spielzeiten bei Paphos kam er zu 21 Einsätzen in der First Division. Zur Saison 2023/24 wechselte er zum Ligakonkurrenten Apollon Limassol. Ohne Einsatz für Apollon wurde er im September 2023 weiter innerhalb der Liga an den Karmiotissa FC verliehen. Für Karmiotissa kam er während er Leihe zu 16 Einsätzen.
Zur Saison 2024/25 wechselte er fest zum Ligakonkurrenten Nea Salamis Famagusta. Für Nea Salamis absolvierte er elf Partien im Oberhaus, aus dem er mit dem Team aber abstieg. Zur Saison 2025/26 kehrte Antosch daraufhin nach vier Jahren wieder nach Österreich zurück und wechselte zu Bundesligist SCR Altach.

### Nationalmannschaft
Antosch spielte im November 2014 erstmals für eine österreichische Jugendnationalauswahl. Zwischen August 2016 und Mai 2017 kam er zu acht Einsätzen in der U-17-Auswahl. Von September 2017 bis März 2018 spielte er viermal in der U-18-Mannschaft.

## Erfolge
- UEFA Youth League: 2017